# Бороздин, Василий Корнилович
Василий Корнилович Бороздин (1744—1805) — русский генерал-майор в отставке. 
Брат Матвея Корниловича Бороздина.

## Биография
Старший сын генерал-аншефа К. Б. Бороздина родился в Риме в 1744 году. 
Записанный в детстве в артиллерию, он в 10 лет был уже прапорщиком, в 13 лет участвовал в Семилетней войне, в 16 лет — был ранен под Кунерсдорфом и пожалован чином капитана артиллерии. Пётр III, ещё будучи наследником, особенно отличал Бороздина, а после восшествия на престол отправил его с известием о своем воцарении к польскому, австрийскому, французскому, английскому и голландскому дворам. Возвратившись в Петербург, Бороздин уже не застал императора в живых.
Вскоре честолюбие и необузданная пылкость вовлекли его в какое-то рискованное предприятие, которое не удалось, и в 1765 году его разжаловали в прапорщики и сослали в Кизлярский гарнизон. Через год он получил (без права въезда в столицы) дозволение жить в своей деревне. Здесь его посетил известный французский писатель Бернарден де Сен-Пьер, который до конца жизни сохранил восторженное воспоминание о нём. 
Павел I после своего вступления на престол вызвал Бороздина в Санкт-Петербург и назначил его подполковником в кавалерию. В 1798 году он получил чин полковника и участвовал в Швейцарской кампании; после раскрытия смоленского кружка был назначен командиром Санкт-Петербургского драгунского полка (29.10.1798-3.07.1799). В битве под Цюрихом Бороздин отличился необычайною храбростью, но, по неизвестной причине, уже 3 июля 1799 года был уволен в отставку — с чином генерал-майора и «с полным получаемым им ныне жалованьем и с мундиром». Впрочем, это не помешало ему остаться при войсках и ещё раз отличиться в бою с французами при деревне Шлат. 
Последние годы жизни провёл в Санкт-Петербурге, где и умер 27 июня (9 июля) 1805 года. 
Составил «Описание Швейцарской кампании», которое не было напечатано.

## Семья
Жена — Анна Андреевна, урождённая Лихарёва. Их дети:
- Александр — полковник
- Корнилий — подполковник
- Павел — новоржевский уездный предводитель дворянства
- Пётр
- Егор — подполковник
- Михаил (? — 26.08.1812) — гвардии ротмистр, убит в Бородинском сражении.
- Андрей
- Наталья, в замужестве Буртер
- Елизавета
- Надежда (? — 27.11.1833), в замужестве Мастыгина.